# Elberfeld (Stadtbezirk)
Elberfeld ist ein Stadtbezirk von Wuppertal und entspricht dem erweiterten historischen Zentrum der alten Stadt Elberfeld. Zusammen mit den Bezirken Elberfeld-West und Uellendahl-Katernberg bildet er den Stadtteil Elberfeld. Der Stadtbezirk hat 67.480 Einwohner. (Stand 2023)

## Geographie

### Gliederung im Bezirk
| - Stadtbezirk 0 Elberfeld - 00 Elberfeld-Mitte - 01 Nordstadt - 02 Ostersbaum - 03 Südstadt - 04 Grifflenberg - 05 Friedrichsberg | Einteilung in Quartiere |

### Nordstadt
Ein Teil der Elberfelder Nordstadt ist der Ölberg.

## Politik
| Bezirksvertretungswahl Elberfeld 2020Wahlbeteiligung: 44,4 % 3020100 28,1 %26,9 %16,7 %14,0 %5,6 %5,4 %3,3 % SPDGrüneCDULinkeAfDFDPWfW/FWGewinne und Verlusteim Vergleich zu 2014 %p 10 8 6 4 2 0 −2 −4 −6−2,7 %p+8,3 %p−5,6 %p+1,2 %p+1,3 %p+1,1 %p+0,1 %pSPDGrüneCDULinkeAfDFDPWfW/FW |  | Sitzverteilung in der Bezirksvertretung Elberfeld 2020Insgesamt 19 Sitze - Linke: 3 - SPD: 5 - Grüne: 5 - WfW/FW: 1 - CDU: 3 - FDP: 1 - AfD: 1 |

## Kultur und Sehenswürdigkeiten
Der Stadtbezirk besitzt einige der ältesten Kirchenbauten der Stadt, darunter die Alte reformierte und die Alte lutherische Kirche. Bedeutende Kirchenbauten des 19. Jahrhunderts sind die katholische Laurentiuskirche von 1835, die Neue reformierte Kirche (1858) und die Friedhofskirche (1898). Ein reich ausgestatteter historistischer Bau der Jahrhundertwende ist die Historische Stadthalle am Johannisberg, der Konzertsaal der Stadt. Auch das Von-der-Heydt-Museum, ein bedeutendes Kunstmuseum des Rheinlands, liegt in Elberfeld. Das naturhistorische Fuhlrott-Museum wurde im Jahr 2008 geschlossen. Das Schauspielhaus der Wuppertaler Bühnen und das Rex-Theater liegen ebenfalls im Stadtteil. Denkmalgeschützte Sportstätten sind das Stadion am Zoo aus den 1920er- und die so genannte Schwimmoper aus den 1950er-Jahren.